# Dragon Balls
Pour les articles homonymes, voir Dragon Ball (homonymie).

Dragon Ball à une étoile (Yi Shinchu).

Les Dragon Balls (ドラゴンボール, Doragon Bōru) sont des objets fictifs créés par Akira Toriyama dans le manga Dragon Ball en 1984.
Dragon Balls signifie Les boules du Dragon en anglais et sont appelées Boules de cristal dans la version anime française. Elles sont au nombre de sept et possèdent le pouvoir d'exaucer les vœux lorsqu'elles sont réunies. Attisant les convoitises à cause de ce pouvoir, la recherche des Dragon Balls a été souvent au centre de l'intrigue de la série.

## Description
Les Dragon Balls sont de petites boules de cristal qui peuvent tenir dans une main, de couleur orange et qui possèdent chacune un nombre d'étoiles, allant de un à sept.
Avant le début de l'histoire, les Dragon Balls étaient représentées sous la forme d'une seule et unique boule que Dieu avait offert pour apporter l'espoir à l'humanité. Mais certains hommes ont essayé de voler la Dragon Ball pour l'utiliser à des fins mauvaises. Dieu a alors pris la Dragon Ball et l'a divisé en sept boules qu'il envoya dans sept endroits différents à travers le monde afin de rendre les recherches beaucoup plus difficiles.
Le dragon Shenron a été créé par Mr Popo via une maquette miniature et le Tout-Puissant lui a insufflé la vie et sa puissance.
Durant les deux premières traductions du manga, on parlait d’un Dragon Ball au masculin, mais la Perfect Edition a instauré qu'il s'agit bien du féminin, également en vigueur dans les sous-titres des DVD. Chaque Dragon Ball porte un nom tiré du chinois, qui signifie littéralement "boule étoilée" suivi du nombre d'étoiles qui correspond. Cependant, la transcription chinoise étant trop difficile à prononcer, c'est la transcription japonaise de ces noms qui a été conservée : ainsi, la fameuse Dragon Ball à quatre étoiles si chère à Son Goku porte le nom de Su Shinchu, tirée de la transcription chinoise Si Xing Qiu (boule étoilée 4). À noter que les noms des Dragon Balls étaient omis de la version française de la série télévisée et des anciennes éditions mangas. Ce n'est qu'à partir de la traduction dans l'édition deluxe que les boules sont retranscrites par leur nom pour la première fois. La seule différence entre la traduction intermédiaire et la Perfect Edition réside vraisemblablement dans l'absence d'accent dans cette dernière, pour éviter autant que possible la "japanisation" très présente dans l'édition intermédiaire et obtenir une version française plus naturelle pour l'édition finale.
| Nombre d’étoiles | Kanji  | Mandarin              | Katakana         | Rōmaji                | Transcription française intermédiaire | Transcription française finale |
| ---------------- | ------ | --------------------- | ---------------- | --------------------- | ------------------------------------- | ------------------------------ |
| 1                | 一星球 | Yī Xīngqiú            | イーシンチュー   | Ī Shinchū             | Yi Shinchû                            | Yi Shinchu                     |
| 2                | 二星球 | Èr Xīngqiú (DB / DBZ) | アンシンチュー   | An Shinchū (DB / DBZ) | Arû Shinchû                           | Aru Shinchu                    |
| 2                | 二星球 | Liang Xing Qiu (DBGT) | アンシンチュー   | Ryan Shinchū (DBGT)   | —                                     | —                              |
| 3                | 三星球 | Sān Xīngqiú           | サンシンチュー   | San Shinchū           | San Shinchû                           | San Shinchu                    |
| 4                | 四星球 | Sì Xīngqiú            | スーシンチュー   | Sū Shinchū            | Sû Shinchû                            | Su Shinchu                     |
| 5                | 五星球 | Wŭ Xīngqiú            | ウーシンチュー   | Ū Shinchū             | Wû Shinchû                            | Wu Shinchu                     |
| 6                | 六星球 | Liù Xīngqiú           | リューシンチュー | Ryū Shinchū           | Ryû Shinchû                           | Ryu Shinchu                    |
| 7                | 七星球 | Qī Xīngqiú            | チーシンチュー   | Chī Shinchū           | Chi Shinchû                           | Chi Shinchu                    |

Les Dragon Balls brillent faiblement et émettent de faibles ondes électriques, ce qui a permis à Bulma de concevoir un radar spécialement conçu pour les détecter et se repérer par rapport à elles : le Dragon Radar, baptisé ainsi par la jeune fille elle-même, et qui est l'expression utilisée par la suite par tous les personnages pour définir ce radar spécial.
Au nombre de 7 boules de cristal, chaque boule représente une étoile, la constellation du Dragon étant formée de 7 étoiles.

## Différentes versions

### Caractéristiques
| Version                               | Créateur      | Nombre de souhaits | Temps de restauration                          | Dragon        | Caractéristiques |
| ------------------------------------- | ------------- | ------------------ | ---------------------------------------------- | ------------- | --- |
| Dragon Balls de la Terre              | Tout-Puissant | 1                  | 1 an                                           | Shenron       | Impossible de ressusciter une personne ayant déjà été ressuscitée. |
| Dragon Balls de Namek                 | Saichoroshi   | 3                  | 130 jours (l'équivalent d'une année sur Namek) | Polunga       | Impossible de ressusciter plus d’une personne à la fois. Peut désormais ressusciter plus d'une personne (modification apportée). |
| Dragon Balls de la Terre (2e version) | Dendé         | 3                  | 1 an                                           | Shenron       | Si le nombre de personnes à ressusciter est trop important, le nombre de vœux passe à 2. |
| Dragon Balls aux étoiles noires       | Tout-Puissant | 1                  | Aucun                                          | Dragon rouge  | S’éparpillent aux quatre coins de l’univers une fois le vœu réalisé mais leur pouvoir est plus puissant que les originales |
| Super Dragon Balls                    | Zarama        | 1                  | 1 an                                           | Super Shenron | Peut réaliser n'importe quel souhait, y compris les plus irréalisables. Font la taille d'une planète. S'éparpillent à travers les Univers 6 et 7 |
| Dragon Balls de Cereal                | Monite        | 1                  | Aucun                                          | Toronbo       | Ce sont les seules Dragon Balls à être au nombre de deux. Peut augmenter la puissance de la cible. Chaque vœu a un prix à payer, comme par exemple un raccourcissement de l'espérance de vie. Ne peut pas rendre un mortel plus puissant qu'un dieu.  |
| Dragon Balls du Royaume des Démons    | Neva          | 1                  | Inconnu                                        | Polunga rouge | Elles sont au nombre de trois et ont la même taille que les Dragon Balls de Namek. On peut les trouver uniquement au Royaume des Démons, et sont gardé par trois gardiens (appelés "Tamagami"), qu'il faut battre en duel pour pouvoir les récupérer. |

### Shenron, le dieu des dragons
Lorsqu'une personne parvient à rassembler toutes les Dragon Balls dispersées à travers le monde en un même point et prononce la formule correcte, Shenron, le Dieu des Dragon, apparaît. Celui-ci est alors capable de réaliser un seul et unique souhait de celui qui l'a invoqué.
Bien que son pouvoir semble illimité au début de l'histoire, les héros apprennent plus tard que ce n'est pas le cas, et qu'il existe plusieurs contraintes :
- Une personne ne peut être ressuscitée qu'une seule et unique fois, et à condition que sa mort ne soit pas de cause naturelle.
- Shenron ne peut pas exaucer de vœu qui dépasse les limites de la puissance du Tout-Puissant, le créateur des Dragon Balls. Il ne peut pas éliminer les ennemis surpuissants par exemple, puisque Kami-sama n'en serait pas capable lui-même.
- Shenron n'est pas invincible et une fois qu'il est matérialisé, on peut le tuer : le démon Piccolo ne se privera pas de le faire, auquel cas les Dragon Balls deviennent définitivement inutilisables.
- Si jamais le créateur des Dragon Balls vient à décéder où à ne plus exister en lui-même (cas du Tout-Puissant après sa fusion avec Piccolo), cela aura le même effet que si Shenron était mort : les boules deviennent inutilisables.

Lorsque Shenron a exaucé le vœu de la personne qui a réussi à l'invoquer, il disparaît et les Dragon Balls se dispersent à nouveau à travers le monde. Elles se transforment alors en simples pierres sans pouvoir particulier pendant une durée d'un an.
Au cours de l'histoire, Shenron se fait tuer par le démon Piccolo après avoir exaucé le vœu de ce dernier, ce qui signe à priori l'extinction définitive du pouvoir des Dragon Balls, transformées à jamais en pierres. Mais exceptionnellement, le Tout-Puissant accepte de réitérer son acte passé : Mr Popo répare la maquette de Shenron et le Tout-Puissant lui insuffle la vie. Il avoue alors qu'il a été déçu par le comportement qu'inspirent les Dragon Balls à la majorité des humains, qui s'en servent souvent dans leur intérêt personnel plutôt que pour des causes justes, mais que s'il existe ne serait-ce qu'une poignée de gens comme Son Goku et ses amis qui s'en servent pour des intentions louables, cela suffit à le convaincre de continuer à faire perdurer la magie des Dragon Balls. Il prévient également Goku que c'est la première et dernière fois qu'il l'aide, sous-entendant que si Shenron venait à nouveau à se faire tuer, il ne le ressusciterait pas. Cela dit, cet évènement malencontreux ne se reproduit heureusement jamais.

### Polunga, le dragon de Namek
Par la suite, Son Goku et ses amis apprennent que le Tout-Puissant et Piccolo sont en fait originaires de la planète Namek, et que sur cette planète existent d'autres Dragon Balls, ainsi qu'un autre Dragon sacré, Polunga.
Lorsque Krilin, Son Gohan et Bulma arrivent sur Namek, ils découvrent des Dragon Balls bien plus grosses que celles qui existaient sur Terre, au moins de la taille d'un ballon de plage. Au départ enthousiasmés à l'idée que ce dragon puisse exaucer trois vœux, ils apprennent rapidement que cela se traduit par une puissance divisée pour chaque souhait : ainsi, il est par exemple impossible de ressusciter plus d'une personne à la fois, en revanche il peut ressusciter la même personne autant de fois que nécessaire. Les différences entre Polunga et Shenron présentent donc à la fois des avantages et des inconvénients avec lesquels il faut savoir jouer.
Dans Dragon Ball Daima, un Polunga de couleur rouge apparaît avec les Dragon Balls du Royaume des Démons.

### Shenron, nouvelle version
Lorsque Piccolo fusionne avec le Tout-Puissant, les Dragon Balls sont désactivées et se transforment en simples pierres de manière définitive a priori, puisque leur créateur original n'existe plus en soi. Cependant, durant la saga de Cell, Son Goku part chercher Dendé qui devient le nouveau Tout-Puissant. Ce dernier recrée Shenron et à la requête des héros, crée une nouvelle version de Shenron à mi-chemin entre l'ancien Shenron et Polunga : trois vœux à exaucer et la seule contrainte est que si le nombre de personnes à ressusciter est important, ce vœu compte double, ce qui représente le meilleur compromis possible et probablement la version la plus utile du Dragon sacré à ce moment de l'histoire.

### Les Dragon Balls dans la saga de Boo
Dans la saga de Boo, Le Doyen Kaio Shin est libéré de la Z-Sword et apprend aux héros que les Dragon Balls n'étaient pas censées arriver sur Terre et qu'elles n'étaient initialement destinées qu'au peuple Namek (dont sont issus Piccolo et le Tout-Puissant, exilés sur Terre quand ils étaient encore enfants et ne formaient qu'un seul être) pour des utilisations rares et strictement limitées à leur peuple, expliquant que les Dragon Balls amènent le chaos dans l'équilibre naturel de l'univers.
Polunga, le dragon de Namek, tient un rôle capital à la fin de l'histoire, permettant la victoire des héros. Le nouveau Grand Chef a recréé des Dragon Balls plus puissantes qui non seulement sont capables d'exaucer trois vœux mais n'ont plus de limites au niveau du nombre de personnes ressuscitées en un seul vœu, ce qui représente donc les Dragon Balls les plus puissantes.

### Les Super Dragon Balls
Dans Dragon Ball Super, se déroulant après la défaite de Boo, de nouvelles Dragon Balls font leur apparition : les Super Dragon Balls. Elles sont identiques en apparence à celles qui apparaissent dans Dragon Ball, mais elles sont plus grandes : elles font la taille d'une planète (371 962 204 km de diamètre selon Zuno), ce qui leur vaut le surnom de Planètes aux vœux. Elles ont été créées en l'an 41 par le dieu dragon Zarama et sont plus puissantes que les Dragon Balls de Namek (qui ont été créés à partir des morceaux des Super Dragon Balls), car elles peuvent exaucer n'importe quel souhait y compris le plus irréalisable. Une fois le vœu exaucé, les Super Dragon Balls s'éparpillent à travers l'Univers 6 et 7 et attendront le moment où quelqu'un avec un rêve irréalisable les réunira à nouveau.

### Toronbo, le dragon sacré de Cereal
L'Arc Granola de Dragon Ball Super révèle la présence de Dragon Balls sur la planète Céréal. Au nombre de deux, contrairement aux autres sets de Dragon Balls, elles font la taille d'une perle. Les réunir permet d'invoquer le dragon sacré de ce monde, Toronbo. Cependant, ce dernier ne peut pas rendre les mortels plus puissants que les dieux ; mais si le souhaiteur accepte de sacrifier une partie de son espérance de vie, Toronbo peut le renforcer au delà de ses limites. Tout vœu formulé auprès de lui à un prix. Bien qu'on ne connaisse pas le temps exact, ce sont les Dragon Balls les plus rapides à se restaurer. 

### Au-delà du manga

#### Les Dragon Balls du Royaume des Démons
Dans la série animée Dragon Ball Daima, de nouvelles Dragon Balls apparaissent. Comme leurs noms l'indiquent, on les trouvent exclusivement dans le Royaume des Démons. Elles ont été créées par Neva, un vieux Namek habitant dans le Royaume des Démons. Ce dernier a également créé trois gardiens, appelés "Tamagamis", afin de protéger les Dragon Balls. Il faut battre un Tamagami en duel pour pouvoir récupérer une Dragon Ball. Une fois les trois réunies, un Polunga de couleur rouge apparaît. Son Goku et Végéta en récupèrent chacun une après s'être battu contre deux Tamagamis. La troisième est obtenue par Majin Duu, sur ordre d'Arinsu. Par la suite, c'est Glorio qui réunies les trois boules et fait le vœu de redonner leurs tailles adultes à Goku et ses amis.

#### Dragon Ball GT
Dans la série télévisée Dragon Ball GT qui fait suite au manga mais ne fait pas partie de l'histoire originale par Akira Toriyama, de nouvelles Dragon Balls apparaissent. Celles-ci sont identiques à celles qui apparaissent dans l'anime Dragon Ball, Dragon Ball Z, Dragon Ball Z Kai et Dragon Ball Super à l'exception des étoiles qui sont de couleur noire. Les Dragon Balls classiques ayant été créées par le Tout-Puissant (après sa séparation avec le démon Piccolo), celles-ci ont été créées par le Dieu avant que le Tout-Puissant et le démon Piccolo apparaissent (donc avant leur séparation). Leur pouvoir est donc supérieur et le dragon qui leur est associé est de couleur rouge. Comme leur pouvoir est supérieur, la quête pour les retrouver est donc plus compliquée. Au lieu de s'éparpiller aux quatre coins de la planète, elles vont s'éparpiller aux quatre coins de la galaxie sur différentes planètes.
Les Dragon Balls se retournent également contre les héros pour leur ultime aventure. Surchargées d'énergie négative accumulée à la suite des vœux à la fois trop nombreux (les Dragon Balls n'étant censées servir qu'une fois par siècle) et trop positifs des héros au fil des ans, sept dragons maléfiques, correspondants aux sept Dragon Balls, se répartissent dans le monde et menacent de l'annihiler en guise de châtiment.
Ces sept dragons portent les noms des Dragon Balls, excepté la notion Shinchu (transcription japonaise du chinois boule étoilée) qui est remplacée par la notion Shenron. Cependant, en raison de l'absence de manga pour servir de référence, leur nom exact varie souvent selon les choix personnels de ceux qui les évoquent (par exemple, Li Shenlong, Î Shinron, ou en reprenant le principe de la traduction du manga Li Shenron).
- Li Shenron
- Ryan Shenron
- San Shenron
- Suu Shenron
- Uu Shenron
- Ryu Shenron
- Chi Shenron

Les deux plus importants sont Suu Shenron (qui devient un allié de Goku, ce qui est d'autant plus symbolique qu'il est issue de Su Shinchu, la Dragon Ball si chère au cœur de Goku) et Li Shenron.
Après avoir vaincu tous les dragons maléfiques, Shenron apparaît de lui-même pour annoncer la confiscation des Dragon Balls de la Terre : en réprimande de leur utilisation abusive, les terriens vont devoir prouver qu'ils peuvent se débrouiller sans avoir à exaucer de vœux et s'ils réussissent cette épreuve, les boules leur seront de nouveau attribuées un jour. Shenron repart avec les sept Dragon Balls et emporte également Son Goku avec lui.

## Souhaits réalisés

### Dans les mangas et les séries
| Souhait                                                                                        | Personne                       | Dragon        | Œuvre                                                |
| ---------------------------------------------------------------------------------------------- | ------------------------------ | ------------- | ---------------------------------------------------- |
| Une culotte de jeune fille                                                                     | Oolong                         | Shenron       | Dragon Ball                                          |
| Ressusciter Bola                                                                               | Son Goku                       | Shenron       | Dragon Ball                                          |
| Obtenir la jeunesse éternelle                                                                  | Démon Piccolo                  | Shenron       | Dragon Ball                                          |
| Ressusciter tous les morts du démon Piccolo                                                    | Yamcha                         | Shenron       | Dragon Ball                                          |
| Ressusciter Son Goku                                                                           | Kamé Sennin                    | Shenron       | Dragon Ball Z, Dragon Ball Z Kai                     |
| Ressusciter Piccolo                                                                            | Dendé                          | Polunga       | Dragon Ball Z, Dragon Ball Z Kai                     |
| Téléporter Piccolo sur la planète Namek                                                        | Dendé                          | Polunga       | Dragon Ball Z, Dragon Ball Z Kai                     |
| Ressusciter tous les morts de Freezer                                                          | Mr Popo                        | Shenron       | Dragon Ball Z, Dragon Ball Z Kai                     |
| Téléporter toutes les personnes de la planète Namek vers la Terre, excepté Son Goku et Freezer | Dendé                          | Polunga       | Dragon Ball Z, Dragon Ball Z Kai                     |
| Téléporter l’âme de Krilin de la planète Namek vers la Terre                                   | Bulma                          | Polunga       | Dragon Ball Z, Dragon Ball Z Kai                     |
| Ressusciter Krilin                                                                             | Bulma                          | Polunga       | Dragon Ball Z, Dragon Ball Z Kai                     |
| Ressusciter Yamcha                                                                             | Bulma                          | Polunga       | Dragon Ball Z, Dragon Ball Z Kai                     |
| Ressusciter Chaozu                                                                             | Bulma                          | Polunga       | Dragon Ball Z, Dragon Ball Z Kai                     |
| Ressusciter Ten Shin Han                                                                       | Bulma                          | Polunga       | Dragon Ball Z, Dragon Ball Z Kai                     |
| Téléporter tous les Nameks de la Terre vers la nouvelle Namek                                  | Bulma                          | Polunga       | Dragon Ball Z, Dragon Ball Z Kai                     |
| Ressusciter tous les morts de Cell, y compris Trunks                                           | Yamcha                         | Shenron       | Dragon Ball Z, Dragon Ball Z Kai                     |
| Retirer les bombes dans les corps de C-17 et C-18                                              | Krilin                         | Shenron       | Dragon Ball Z, Dragon Ball Z Kai                     |
| Ressusciter tous les morts de Vegeta pendant le 25e Tenkaichi Budokai, excepté les méchants    | Bulma (vœu formulé par Yamcha) | Shenron       | Dragon Ball Z, Dragon Ball Z Kai: The Final Chapters |
| Reconstruire la Terre qui a été détruite par Boo                                               | Dendé                          | Polunga       | Dragon Ball Z, Dragon Ball Z Kai: The Final Chapters |
| Ressusciter tous les morts depuis le 25e Tenkaichi Budokai, excepté les méchants               | Dendé                          | Polunga       | Dragon Ball Z, Dragon Ball Z Kai: The Final Chapters |
| Rétablir l’énergie de Son Goku                                                                 | Dendé                          | Polunga       | Dragon Ball Z                                        |
| Effacer de la mémoire des terriens l'existence de Boo                                          | Son Goku                       | Shenron       | Dragon Ball Z, Dragon Ball Z Kai: The Final Chapters |
| Rajeunir Son Goku à son enfance                                                                | Pilaf                          | Dragon rouge  | Dragon Ball GT                                       |
| Créer la nouvelle planète Plant                                                                | Baby Vegeta                    | Dragon rouge  | Dragon Ball GT                                       |
| Recréer la planète Terre                                                                       | Dendé                          | Polunga       | Dragon Ball GT                                       |
| Obtenir des informations sur le Super Saiyan Divin                                             | Son Goku                       | Shenron       | Dragon Ball Super                                    |
| Annuler la fusion entre Kaio Shin et Kibito                                                    | Kibitoshin                     | Polunga       | Dragon Ball Super                                    |
| Ressusciter Freezer                                                                            | Sorbet                         | Shenron       | Dragon Ball Super                                    |
| Avoir la plus bonne glace du monde                                                             | Shû                            | Shenron       | Dragon Ball Super                                    |
| Avoir un million de Zénis                                                                      | Mai                            | Shenron       | Dragon Ball Super                                    |
| Ressusciter Piccolo                                                                            | -                              | Polunga       | Dragon Ball Super                                    |
| Recréer la Terre de l'univers 6                                                                | Beerus                         | Super Shenron | Dragon Ball Super                                    |
| Échanger les corps de Son Goku et de Zamasu                                                    | Zamasu                         | Super Shenron | Dragon Ball Super                                    |
| Être immortel                                                                                  | Zamasu                         | Super Shenron | Dragon Ball Super                                    |
| Détruire les Super Dragon Balls                                                                | Zamasu                         | Super Shenron | Dragon Ball Super                                    |
| Guérir Pan                                                                                     | Son Gohan                      | Shenron       | Dragon Ball Super                                    |
| Ressusciter tous les univers effacés durant le tournoi du pouvoir                              | C-17                           | Super Shenron | Dragon Ball Super                                    |
| Soigner ses blessures                                                                          | Cranberry                      | Polunga       | Dragon Ball Super                                    |
| Restaurer la magie de Moro                                                                     | Cranberry                      | Polunga       | Dragon Ball Super                                    |
| Libérer tous les prisonniers de la Prison Galactique                                           | Moro                           | Polunga       | Dragon Ball Super                                    |
| Devenir le guerrier le plus puissant de l'univers                                              | Granola                        | Toronbo       | Dragon Ball Super                                    |
| Faire de Gas le guerrier le plus puissant de l'univers                                         | Elec                           | Toronbo       | Dragon Ball Super                                    |
| Faire rajeunir la Z-Team                                                                       | Gomah                          | Shenron       | Dragon Ball Daima                                    |
| Redonner leurs tailles adultes à la Z-Team                                                     | Glorio                         | Polunga rouge | Dragon Ball Daima                                    |

### Dans les films
| Souhait                                                                        | Personne      | Dragon  | Œuvre                                    |
| ------------------------------------------------------------------------------ | ------------- | ------- | ---------------------------------------- |
| Faire revenir le pays à la normale et faire disparaître les pierres précieuses | Pancie        | Shenron | Dragon Ball : La Légende de Shenron      |
| Ressusciter Bola                                                               | Upa           | Shenron | Dragon Ball : L'Aventure mystique        |
| Ressusciter C-8 et lui retirer la bombe de son corps                           | Son Goku      | Shenron | Dragon Ball : L'Armée du Ruban Rouge     |
| Obtenir la vie éternelle                                                       | Garlic Junior | Shenron | Dragon Ball Z : À la poursuite de Garlic |
| Ressusciter le Dr Willow                                                       | Dr Kochin     | Shenron | Dragon Ball Z : Le Robot des glaces      |
| Retrouver la forêt brûlée dans un incendie                                     | Son Gohan     | Shenron | Dragon Ball Z : Le Combat fratricide     |
| Rajeunir                                                                       | Slug          | Shenron | Dragon Ball Z : La Menace de Namek       |
| Ouvrir la boîte à musique qui enferme Tapion et le monstre Hildegarn           | Hoï           | Shenron | Dragon Ball Z : L'Attaque du dragon      |
| Rajeunir                                                                       | Pilaf         | Shenron | Dragon Ball Z: Battle of Gods            |
| Obtenir des informations sur le Super Saiyan Divin                             | Son Goku      | Shenron | Dragon Ball Z: Battle of Gods            |
| Ressusciter Freezer                                                            | Sorbet        | Shenron | Dragon Ball Z : La Résurrection de ‘F’   |
| Avoir la plus bonne glace du monde                                             | Shû           | Shenron | Dragon Ball Z : La Résurrection de ‘F’   |
| Avoir un million de Zénis                                                      | Mai           | Shenron | Dragon Ball Z : La Résurrection de ‘F’   |
| Téléporter Broly sur Vampa                                                     | Cheelai       | Shenron | Dragon Ball Super: Broly                 |
| Libérer le potentiel de combat de Piccolo                                      | Piccolo       | Shenron | Dragon Ball Super: Super Hero            |
| Avoir les fesses plus fermes                                                   | Bulma         | Shenron | Dragon Ball Super: Super Hero            |
| Effacer ses rides                                                              | Bulma         | Shenron | Dragon Ball Super: Super Hero            |

### En dehors de l’œuvre
| Souhait                               | Personne                  | Dragon  | Œuvre                                                        |
| ------------------------------------- | ------------------------- | ------- | ------------------------------------------------------------ |
| Un tracteur neuf                      | L’agriculteur hippopotame | Shenron | Dr Slump                                                     |
| Faire revenir le village à la normale | Jade                      | Shenron | Dragon Ball, le film : La Légende des sept boules de cristal |
| Ressusciter Tortue Géniale            | Son Goku                  | Shenron | Dragonball Evolution                                         |

#### Épisode deDragon Ball
1. ↑  Dragon Ball – Épisode 33